# Okręty desantowe typu San Giorgio
Okręty desantowe typu San Giorgio – włoskie okręty desantowe-doki opracowane pod koniec lat 80. XX wieku. Od 1987 do służby weszły trzy okręty tego typu. 

## Historia
Na początku lat 80. we Włoszech rozpoczęły się prace nad nowym typem okrętów desantowych. Głównym zadaniem okrętów miało być wysadzanie desantu na nieprzygotowanym brzegu. Podczas wykonywania tych misji miały współpracować z innymi jednostkami NATO. Przy pracach projektowych dużą uwagę poświęcono na możliwości wykonywania przez nowe okręty misji pokojowych w ramach sił ONZ. W okresie pokoju głównym zadaniem okrętów miało być niesienie pomocy ofiarom klęsk żywiołowych.
Stępkę pod budowę pierwszej jednostki serii "San Giorgio" położono w stoczni Fincantieri 27 czerwca 1985. Wodowanie nastąpiło 25 lutego 1987, wejście do służby 9 października 1987. Doświadczenia z eksploatacji dwóch pierwszych okrętów wykorzystano przy projektowaniu trzeciej jednostki serii. "San Giusto" otrzymał większą nadbudówkę, zlikwidowano na nim furtę dziobową. Ostatni okręt, dzięki powiększonym pomieszczeniom, pełni również rolę okrętu szkolnego, a na wypadek wojny okrętu dowodzenia desantu.
Na konstrukcji "San Giusto" oparty został okręt "Kalaat Beni-Abbes" zbudowany na zamówienie Algierii (wodowany 14 stycznia 2014). Okręt został nieco powiększony (wyporność normalna 8800 t, długość 142,9 m), a pokład lotniczy ciągnie się na nim na całą długość, z wyjątkiem skrajnika dziobowego. Ulepszono też uzbrojenie i wyposażenie.

## Zbudowane okręty
- „San Giorgio” (L9892)(inne języki) - rozpoczęcie budowy 27 czerwca 1985, wodowanie 25 lutego 1987, wejście do służby 9 października 1987
- „San Marco” (L9893)(inne języki) - rozpoczęcie budowy 28 czerwca 1986, wodowanie 21 października 1987, wejście do służby 18 marca 1988
- San Giusto (L 9894) - położenie stępki 7 kwietnia 1992, wodowanie 2 grudnia 1993, wejście do służby 11 czerwca 1994[5]